# Chien Shih-Liang
Chien Shih-Liang, o  S. L. Chien y 錢思亮 en chino tradicional, (1908-1983) fue un destacado químico y profesor chino.  

## Biografía
Chien nació en Hangzhou, Zhejiang]. Se graduó en la prestigiosa Tianjin Nankai High School para luego continuar estudiando en el Departamento de Química de la Universidad de Tsinghua desde 1927. Obtuvo una beca del Programa de Indemnicación por el Levantamiento de los bóxers en 1931, viajando a los Estados Unidos de América junto a Ta-You Wu. Chien continuó sus estudios de Química en la Universidad de Illinois en Urbana-Champaign (UIUC) donde obtuvo su M.Sc. en 1932 y el Ph.D. en 1934.
Chien retornó  a China luego de obtener su PhD para laborar en el Departamento de Química de la Universidad de Pekín, siendo profesor y jefe de departamento. 
En 1949, Chien viajó a Taipéi y fue recluitado como profesor de Química de la Universidad Nacional de Taiwán por el entonces Rector Fu Sinian. Entre 1951 y 1970, Chien fue Rector de la Universidad Nacional de Taiwán.
In 1964, Chien fue nombrado académico del Capítulo de Ciencias Físicas y Matemáticas de la Academia Sínica. Entre 1970 y 1983, Chien se desempeñó como presidente de la Academia Sínica. En 1983, Chien recibió el Doctorado honorario de su alma mater, UIUC.
De 1971 a 1981, Chien fue también director de la Comisión de Energía Atómica del Yuan Ejecutivo.

## Vida familiar
El padre de Chien, Chien Hong-ye (錢鴻業), fue Presidente de la Corte Suprema de Justicia de la República de China, y fue asesinado en Shanghái en 1940. Chien tuvo tres hijos, el mayor Robert Chien (錢純) fue Ministro de Finanzas de Taiwán, y Secretario General del Yuan Ejecutivo. Su segundo hijo Shu Chien (錢煦), es un mundialmente conocido biólogo e ingeniero. Su hijo menor Frederick Foo Chien (錢復) es un político de Taiwán.